# ベサル・ハリミ
ベサル・ハリミ（Besar Halimi、1994年12月12日 - ）は、ドイツ・フランクフルト・アム・マイン出身のプロサッカー選手。コソボ代表。ポジションは、MF。

## 経歴

### クラブ
ユース年代はアイントラハト・フランクフルト、SVダルムシュタット98、1.FCニュルンベルクの下部組織でプレー。2011-12シーズンにニュルンベルクのリザーブチームに昇格したが、トップチームでの出番はなかった。
2013年7月12日、VfBシュトゥットガルトのリザーブチーム（3.リーガ所属）に加入。9月21日のロートヴァイス・エアフルト戦でプロデビューを果たした。
2014年5月、同じシュトゥットガルトを本拠地とするシュトゥットガルト・キッカーズに移籍。シーズンを通じて主力としてプレーし、2014年11月には3.リーガの月間MVPに選出された。
2015年7月12日、ブンデスリーガの1.FSVマインツ05と4年契約を結び、直後に2.リーガのFSVフランクフルトにレンタル移籍。
2017年6月、デンマーク・スーペルリーガのブレンビーIFにレンタル移籍。2018年8月30日、ブレンビーIFに完全移籍し2年契約を結んだ。
2019年9月2日、SVザントハウゼンに2年契約で完全移籍。
2021年7月12日、ヴィルスリーガのリガFCに移籍。

### 代表
ユース年代はドイツ代表でプレーしていたが、両親がコソボ出身のためフル代表はコソボ代表に変更した。
2015年10月7日、コソボ代表初召集。赤道ギニアとの親善試合にスタメン出場しコソボ代表デビュー。2017年11月13日のラトビア戦で代表初ゴール。